# 沙特萊侯爵夫人
加布麗埃勒·埃米莉·勒托内利耶·德布勒特伊（Gabrielle Émilie Le Tonnelier de Breteuil，1706年12月17日—1749年9月10日），又被称为夏特莱侯爵夫人（Marquise Du Châtelet），是法国数学家、物理学家和哲学家。
1737年发表研究火的原理的文章。1740年为13岁的儿子写了《物理学教程》一书（法文），讲述科学与哲学方面的最新思想。1749年完成了牛顿《自然哲学的数学原理》一书的法文翻译和自己的评注。

## 早期生活
父亲是曾任路易十四礼宾官的路易·尼古拉·勒托内利耶·德布勒特伊侯爵。出生名为“加布丽埃勒·埃米莉·勒托内利耶·德布勒特伊”（Gabrielle Émilie Le Tonnelier de Breteuil）。小时候被认为面貌平庸，动作笨拙，所以家里请人教授她击剑、骑马和体操。并加以文学、数学和科学的教育，她12岁的时候可以熟练使用拉丁语、意大利语、希腊语和德语。长大后不但才华过人，而且性格活泼，喜欢打扮、跳舞、弹羽管键琴。

## 婚姻和婚外关系
1725年6月20日与军人夏特莱侯爵结婚（Marquis Florent-Claude du Chastellet，Châtelet之拼法是后来伏尔泰创造的）。生了三个孩子后，两人协议分居。
之后发生一系列的婚外关系。24岁的时候和黎塞留公爵发生恋情。后者听她说对牛顿的理论有兴趣，鼓励她继续学习高等数学以便进一步研究。她于是和皮埃爾·莫佩爾蒂等数学家交往学习。
1733年以后，她邀请伏尔泰住进自己在洛林省西雷的别墅，并进行物理学和数学方面的研究。把牛顿的《自然哲学的数学原理》翻译成了法文。并且发现了物体的动能与其速率的平方成正比。
40多岁的时候又爱上了一位年轻军官圣朗贝尔伯爵（Marquis de Saint-Lambert）并怀孕。产后6天死于血栓。